# 丸新 (岡山県)
 株式会社丸新 （まるしん、英文社名：Marushin Co.,Ltd.）は、かつて存在した、岡山県総社市に本社を置く、スーパーマーケットを経営していた企業。中国経営合理化チェーン（現 シーエムシー）加盟企業であった。

## 沿革
- 1959年（昭和34年）8月31日 - 総社市本町に会社設立、資本金は150万円。
- 1967年（昭和42年）8月27日 - 駅前店を開店[1]。
- 1970年（昭和45年）9月28日 - ひがし店を開店[1]。
- 1983年（昭和58年）4月16日 - ニューランド店を開店[1]。
- 1987年（昭和62年）
  - 3月3日 - 大供店を開店[1]。
  - 9月9日 - パークランド店を開店[1]。
- 2004年（平成16年）
  - 1月5日 - 店舗を閉鎖し事業を停止、岡山地方裁判所倉敷支部に自己破産の申し立てを行い破産宣告を受ける。負債額は約10億円。[2][3]
  - 2月20日 - 中国経済産業局が丸新に対し、中小企業信用保険法に基づく「再生手続き開始申し立て等事業者」の指定手続きを始める[4]。

## 店舗

### かつて存在した店舗

#### 総社市
- 本町店
- 駅前店 - 総社市駅前2-5-10、1967年8月27日開店、売場面積396㎡。
- ひがし店 - 総社市総社1011-1、1970年9月28日開店、売場面積396㎡。
- ニューランド店 - 総社市泉1-213、1983年4月16日開店、売場面積495㎡。

倉敷市
- 庄新町店
- パークランド - 倉敷市矢部赤坂1377、1987年9月9日開店、売場面積396㎡。

岡山市
- 西古松店
- キャロット大供 - 岡山市大供2-10-7、1987年3月3日開店、売場面積199㎡。